# 91:an Karlsson slår knock out
91:an Karlsson slår knock out är en svensk film från 1957 i regi av Gösta Lewin.

## Handling
91:an gör en snögubbe och avviker från sin vaktpost. Översten kommer förbi och finner en stelfrusen vaktpost och hämtar läkaren. När de båda kommer tillbaka har dock 91:an återvänt till sin post. Under tiden som 91:an är på läkarundersökning kommer två tuber till regementet, en med ett desinfektionsmedel och en med ett sprängämne. 87:an kommer in till läkaren med den ena tuben och order från översten att testa desinfektionsmedlet. 87:an, 91:an och läkaren har problem med få upp tuben och tar hjälp av en blåslampa, de båda tuberna har blandats ihop, men det upptäcks i tid. Tuben med sprängämnet blir stulen av en hund, som gräver ned den och får sedan tag på den andra tuben och försvinner med den.
Europamästarboxaren Ingemar Johansson tränar på regementet och lär 87:an och 91:an att slå en riktig högerkrok. Efter att ha grälat om Elvira tänker de båda på Ingemars inrådan att göra upp i en blindboxningsmatch. När den ska börja kommer översten in i rummet och blir omedelbart golvad av 91:an, som tvingas fly.
De båda tuberna har under tiden återfunnits och 87:an och 91:an får uppdraget att transportera iväg tuben med sprängmedel, eftersom den är för farlig. De tar tåget, men tvingas hoppa av när en medpassagerare kastat ut lådan med tuben genom fönstret. De hittar lådan och fortsätter till fots. Eftersom de inte är med på tåget när det kommer fram, misstänks de för att ha deserterat. 87:an och 91:an har fått lift med en lastbil, som blir stulen av två fångar som rymt. Fångarna upptäcker de båda och slår ned dem och byter kläder med sina offer. 87:an och 91:an grips för att ha rymt från fängelset och fångarna för att ha deserterat. Förväxlingen reds upp och de båda kan fortsätta med sin resa. De blir utkörda av förvaltaren när det konstateras att det är fel tub. Förvaltaren reser till regementet och rusar in till översten och slår näven i bordet, där den riktiga tuben ligger kvar. Tuben börjar ryka och förvaltaren tar ut den, men tappar den i en sophög som inte tagits bort, trots order om detta. Sophögen flyger i luften och Ingemar Johansson, som sett det hela, skrattar.

## Om filmen
Filmen premiärvisades 12 augusti 1957 på fyra biografer i Göteborg. Den spelades in vid Metronome Studios i Stocksund av Bengt Lindström. Som förlaga har man en Rudolf Peterssons fiktiva person 91:an Karlsson som publicerades första gången i tidningen Allt för Alla 1932. Filmen förhåller sig mycket fritt till sin förlaga, men huvudpersonerna och regementsmiljön är gemensamma. I övrigt är filmen fritt diktad. Stikkan Anderson och Gnesta-Kalle spelar statistroller i filmen som rekryter.

## Roller (i urval)
- Curt "Minimal" Åström - 91:an Mandel Karlsson
- Nils Hallberg -  87:an Axelsson
- Iréne Söderblom - Elvira, sjuksköterska
- Fritiof Billquist - korpral Revär
- Gösta Prüzelius - bataljonsläkaren
- John Norrman - Överste Gyllenskalp
- Börje Mellvig - depåförvaltaren
- Ingemar Johansson -  Ingemar Ingo Johansson
- Anne-Marie Machnow - Anne-Marie, lotta
- Stig Johanson - 32:an Mille
- Thore Segelström - förrymd fånge
- Sture Ström - förrymd fånge
- Sten Mattsson - dagofficeren
- Gösta Krantz - lastbilschauffören
- Alf Östlund - kocken

## Musik i filmen
- Det ska vara calypso, kompositör Åke Gerhard, text Åke Gerhard och Lill-Arne Söderberg, sång Ingemar Johansson
- Ann-Marie, kompositör och text Åke Gerhard, sång Nils Hallberg och Curt "Minimal" Åström
- Elvira, Elvira, kompositör Stikkan Anderson, text Curt "Minimal" Åström, sång Curt "Minimal" Åström, Nils Hallberg och Iréne Söderblom
- Varför är jag blek, kompositör och text Curt "Minimal" Åström, sång Curt "Minimal" Åström
- Far Away in Honolulu (Honolulu), kompositör Bert Leighton, text Bert Leighton, Frank Leighton, svensk text S.S. Wilson, sång Curt "Minimal" Åström
- Svenska arméns revelj, kompositör Johann Heinrich Walch, instrumental.

## DVD
Filmen gavs ut på DVD 2016.